# Bliss n Eso
Bliss n Eso — австралийская хип-хоп группа из Сиднея. Состоит из трёх участников — MC Bliss, MC Eso и DJ Izm. В Австралии группа получила мультиплатиновый статус и премию Ассоциации Звукозаписывающей Индустрии Австралии (ARIA music Awards). Группа была известна как Bliss n Esoterikizm на своём дебютном EP The Arrival. В данный момент подписана на мельбурнский лейбл Illusive Sounds. Bliss N Eso выпустили пять студийных альбомов, два из которых достигли вершины музыкального чарта Австралии.

## История
Американец Джонатан Нотли (MC Bliss), переехавший в Австралию в 1992-м году в возрасте тринадцати лет, австралиец Макс МакКиннон (MC Eso) и сын мигрантов-марокканцев Тарик Эдджамай (DJ Izm) были знакомы ещё со старшей школы, где впервые попробовали читать рэп. Позже они образовали группу, назвав её Bliss n Esoterikizm, но большинству людей это показалось слишком длинным. В 2000 году они презентовали свой мини-альбом The Arrival, за ним последовал микстейп без названия, который должен был привлечь внимание к их следующей работе, дебютному альбому.
Альбом Flowers in the Pavement вышел в 2004 году на лейбле Obese Records.
Группа победила в номинации «Хип-хоп артист года 2004» на Music Oz Awards 2003. В декабре 2005-го они выступали на разогреве у 50 cent, представляющего свой альбом Get Rich Or Die Tryin’ вместе с G-Unit и Lil Jon.
Затем Bliss n Eso подписались на лейбл Illusive Sounds, где выпустили свой второй альбом Day of the Dog (4 марта 2006). Музыка на альбом была написана несколькими продюсерами, на нём есть совместные песни с британскими рэперами MC Motley и Mystro, а также с сиднейским эмси Hyjak. Day of the Dog стартовал на 43 строчке австралийского чарта ARIA Albums Chart, став первым австралийским хип-хоп альбомом, попавшим в топ-50.
В апреле и марте 2006 группа отправилась в тур по стране. Годом позже был записан альбом-ремикс от продюсера M-Phazes, названный Day of the Dog: Phazed Out.
26 апреля 2008 года представили свой третий альбом Flying Colours.
В 2010 был выпущен их четвёртый альбом Running On Air.

## Дискография

### Альбомы
| 2004                                               | Flowers in the Pavement - Первый студийный альбом - Дата релиза: 23 августа 2004 - Лейбл: Obese Records           | —  |                    |
| 2006                                               | Day of the Dog - Второй студийный альбом - Дата релиза: 4 марта 2006 - Лейбл: Illusive Sounds                     | 45 |                    |
| 2008                                               | Flying Colours - Третий студийный альбом - Дата релиза: 26 апреля 2008 - Лейбл: Illusive Sounds/Liberation Music  | 10 | - ARIA: Золотой    |
| 2010                                               | Running on Air - Четвёртый студийный альбом - Дата релиза: 30 июня 2010 - Лейбл: Illusive Sounds/Liberation Music | 1  | - ARIA: Платиновый |
| 2013                                               | Circus in the Sky - Пятый студийный альбом - Дата релиза: 28 июня 2013 - Label: Illusive Sounds/Liberation Music  | 1  | -                  |
| «—» прочерки ставятся, если альбом не попал в чарт | |    |                    |